# Brian Shawe-Taylor
Brian Newton Shawe-Taylor (Dublín, 28 de enero de 1915-Cheltenham, 1 de mayo de 1999) fue un piloto de automovilismo británico.

## Biografía
Compitió en dos Grandes Premios de Fórmula 1. Shawe-Taylor estuvo presente en la primera carrera de la historia de la Fórmula 1 en el Gran Premio de Gran Bretaña de 1950, en el circuito de Silverstone, donde finalizó en 10.ª posición compartiendo el coche con su compatriota Joe Fry a los lomos de un Maserati. Para el Gran Premio de Francia de 1951, estuvo inscrito con un Ferrari que era propiedad de Tony Vandervell, pero Shawe-Taylor no llegó a competir. Para el Gran Premio de Gran Bretaña de 1951, si que pudo competir y acabó en 8.ª posición con un ERA, significando que fue su 2.º y último Gran Premio de Fórmula 1.
Murió el 1 de mayo de 1999 a la edad de 84 años. 

## Resultados

### Fórmula 1
(Clave) (negrita indica pole position) (cursiva indica vuelta rápida)

| 1950    | Joe Fry            | GBR 10* | MON | 500 | SUI     | BEL   | FRA | ITA |     | NC | 0 |
| 1951    | G A Vandervell     | SUI     | 500 | BEL | FRA DNS |       |     |     |     | NC | 0 |
| 1951    | Brian Shawe-Taylor |         |     |     |         | GBR 8 | GER | ITA | ESP | NC | 0 |
| Fuente: |                    |         |     |     |         |       |     |     |     |    |   |